# Idioma dogrí
El dogrí (डोगरी o ڈوگرى ḍogrī) es un idioma indio-ario hablado por aproximadamente cinco millones de personas en India y Pakistán, principalmente en la región de Jammu del estado indio de Jammu y Cachemira, también en el norte de Panyab, Himachal Pradesh, otras partes de Cachemira, y algunos otros lugares. Quienes hablan dogri (en inglés) son llamados “dogras”, mientras que la zona donde se habla este idioma se la denomina Duggar. El idioma es conocido como Pahari (पहाड़ी o پھاڑی) en Pakistán.